# 알라르콘 이 아리사

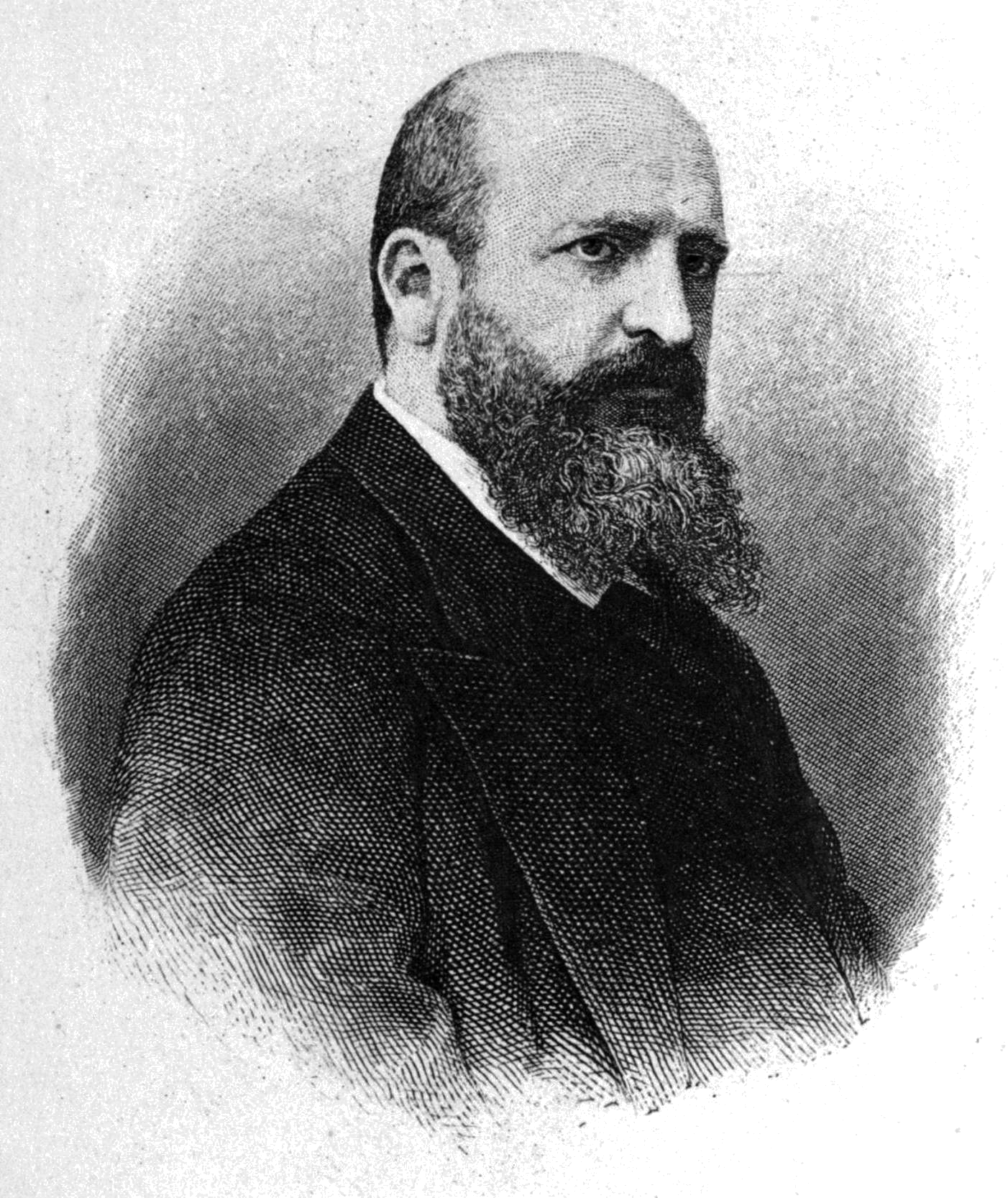

알라르콘 이 아리사(Pedro Antonio de Alarcón y Ariza) 또는 페드로 안토니오 데 알라르콩(Pedro Antonio de Alarcón, 1833년 3월 10일 – 1891년 7월 19일)은 에스파냐의 소설가이다.
젊었을 때 신문기자 생활을 하다가 지원병으로서 아프리카와 이탈리아에 건너갔다. 그 체험으로 아프리카 르포르타주를 썼다. 19세기의 지방소설을 대표하는 작가였으며 낭만적 정열을 느끼게 하는 묘사에 객관성도 잃지 않았다. 명쾌하고 흐르는 듯한 문장 속에 피카레스크적인 흥미와 자연스런 대화의 즐거움을 지닌 소설로 독자에게 환영을 받았다. 민화(民話)에서 소재를 얻은 <삼각모자>(1874)의 유머는 작가로서 이미 원숙해졌을 때의 것이다. <추문(醜聞)>(1875), <보르의 소년>(1880), <호랑이 대장>(1880) 등, 장·단편의 많은 작품을 남기고 있다.